# Chinos

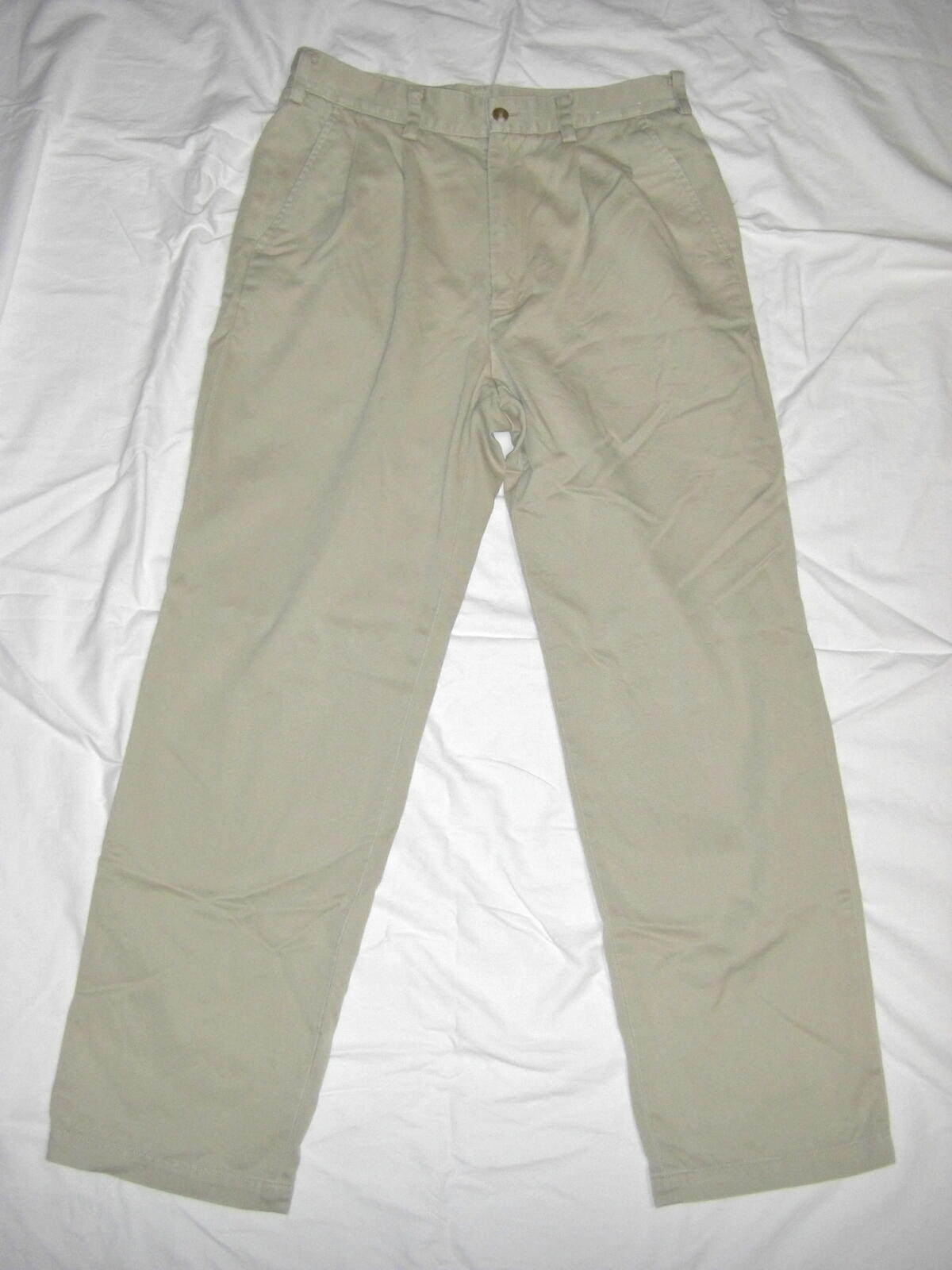
Kalhoty chinos

Chinos je označení pro bavlněné kalhoty s vnitřními kapsami.
Chinos (název i kalhoty) historicky vznikly z uniforem americké armády někdy kolem roku 1898, v době španělsko-americké války (1898). Název (chinos nebo v singuláru chino) byl odvozen od toho, že bavlna (a někdy i celá výroba kalhot) pocházela z Číny. Bavlna byla jemnější a kalhoty tak byly použitelnější do teplejšího klimatu; někdy kvůli tomuto účelu byl vyměněn i materiál na celých nohavicích. Barva původních chinos byla khaki. Američtí vojáci začali chinos nosit i po návratu ze služby, čímž chinos přivedli do veřejné civilní módy.
Chinos jsou vyráběny z bavlny, maximálně ze směsi s většinou bavlny a umělých příměsí. Bývají klasického střihu: poklopec, typicky dlouhé nohavice, poutka pro opasek, dvě vnitřní přední a dvě (nebo řidčeji jednu) zadní kapsu. Přední kapsy jsou typicky svislé a zadní kapsy jsou stejně jako přední kapsy vnitřní (tj. nenašívané), což je jeden z prvků, kterým se dají rozeznat.
Chinos byly tradičně pánské kalhoty, teprve v posledních několika dekádách se začaly vyrábět i chinos pro ženy. Chinos patří mezi neformální oblečení, ale v jeho rámci jde o nejreprezentativnější volbu. Lze je výborně kombinovat s košilí, svetrem nebo pulovrem nebo sportovním sakem či blejzrem, co do obuvi s polobotkami nebo třeba mokasíny.